# Sintenis-Schwertlilie
Die Sintenis-Schwertlilie (Iris sintenisii) ist eine Pflanzenart aus der Gattung der Schwertlilien (Iris) innerhalb der Familie der Schwertliliengewächse (Iridaceae).

## Merkmale
Die Sintenis-Schwertlilie ist eine immergrüne, ausdauernde krautige Pflanze, die Rhizome als Überdauerungsorgane bildet. Sie erreicht Wuchshöhen von 10 bis 30 Zentimeter.
Der Stängel ist unverzweigt, 10 bis 30 Zentimeter lang und hat einen runden oder leicht abgeflachten Querschnitt. Die Blätter messen 20 bis 50 × 0,2 bis 0,5 Zentimeter und sind meist länger als der Stängel. Die Hochblätter sind 4 bis 7 Zentimeter lang, gekielt und papierartig. Die meist eine, selten zwei Blüten haben einen Durchmesser von 5 bis 6 Zentimeter und sind weiß mit violetter Aderung. Die Kapsel weist 6 in 3 Paaren gruppierte Rippen auf.
Die Blütezeit reicht von Mai bis Juni.
Die Chromosomenzahl beträgt 2n = 16.

## Vorkommen
Die Sintenis-Schwertlilie kommt in Süd-Italien, auf dem Balkan und möglicherweise auch in der West-Ukraine in trockenen Rasen und Gehölzen vor. Die Art ist meist auf Kalk zu finden. Im Süden kommt sie bis in Höhenlagen von 900 bis 1350 Meter vor.

## Systematik
Man kann zwei Unterarten unterscheiden:
- Iris sintenisii subsp. brandzae (Prodan) D.A.Webb & Chater (Syn.: Iris brandzae Prodan): Sie komm vom nördlichen und östlichen Rumänien bis Moldawien vor.[2]
- Iris sintenisii subsp. sintenisii: Sie kommt von Südost- und Osteuropa bis in die Türkei vor.[2]

## Nutzung
Die Sintenis-Schwertlilie wird selten als Zierpflanze für Steingärten sowie als Liebhaberpflanze genutzt. Sie ist seit spätestens 1874 in Kultur.  Sie ist nach dem deutschen Botaniker Paul Ernst Emil Sintenis benannt.